# Седма банијска ударна бригада
Седма банијска народноослободилачка ударна бригада „Васиљ Гаћеша“ формирана је 2. септембра 1942. године у Мославини, од бораца Трећег, Петог и Удраног батаљона Банијског партизанског одреда. На дан формирања имала је је око 850 бораца, наоружаних са 554 пушке, 19 пушкомитраљеза и два митраљеза. 
Од 22. новембра 1942. године до краја рата налазила се у саставу Седме банијске ударне дивизије. Септембра 1943. године бригада је преименована и носила је назив - Прва бригада Седме банијске ударне дивизије. 
Први командант бригаде био је Никола Мараковић Нина, народни херој, а политички комесар Ђуро Чизмек.
Бригада је носила назив „Васиљ Гаћеша“, у знак сећања на Василија Васиља Гаћешу, команданта Банијсог партизанског одреда и народног хероја, који је погинуо 29. априла 1942. године у борби против усташа. Почетком јануара 1944. године бригада је проглашена „ударном“. 
За своје заслуге током Народноослободилачког рата одликована је Орденом заслуга за народ и Орденом братства и јединства. Поводом петнаестогодишњице битке на Сутјесци, јуна 1958. године, одликована је и Орденом народног хероја. 

## Народни хероји Седме банијске бригаде
Петнаест бораца Седме банијске ударне бригаде проглашено је за народне хероје Југославије:
1. Ђуро Бакрач, заменик команданта бригаде
2. Анте Банина, командант бригаде
3. Перса Босанац, десетар Прве чете Другог батаљона
4. Живко Бронзић, командант Првог ударног батаљона
5. Димитрије Војводић, командант бригаде
6. Стјепан Дебељак Бил, руководилац Политодела
7. Драгослав Ђорђевић Гоша, руководилац Политодела
8. Мате Јерковић, командант Другог батаљона
9. Петар Калања, члан Штаба бригаде
10. Миланка Кљајић, командир вода
11. Урош Крунић, политички комесар бригаде
12. Никола Мараковић Нина, први командант бригаде
13. Раде Милојевић, заменик команданта бригаде
14. Милош Сузић, командант бригаде
15. Илија Шпановић, командант Првог ударног батљона